# Gombe-Matadi
Gombe-Matadi est dans le territoire de Mbanza-Ngungu du Kongo-Central, en République démocratique du Congo. Cette agglomération de plus où moins 30.000 habitants se situe à 51 de km de Mbanza-Ngungu et à une vingtaine de kilomètres de la ville sainte de Nkamba.
Cette agglomération est connue pour ses institutions éducatives depuis l'époque des missionnaires. Elle dispose de l'ITP Gombe-Matadi où l'on apprend la technique,, de l'institut Menga où l'on enseigne la chimie et la pédagogie, et d'autres institutions éducatives.
En 1936 les Frères des écoles chrétiennes décidèrent d'y créer une école agricole sur des terrains cédés gratuitement par le pouvoir colonial. Lors de la "zaïrisation" de l'enseignement, l'école fut reprise par l'enseignement officiel sous le nom d'ITA Gombe-Matadi. Elle possédait un internat et formait des techniciens agronomes A2. Dans les années 1970, six à sept professeurs CTB y étaient affectés par la Coopération technique belge. A cette époque l'institut cultivait différentes espèces de bananiers, des cacaoyers, des caféiers, du soya et du riz de montagne. La production de café était vendue ce qui permettait de financer l'entretien du matériel agricole (tracteur, moissonneuse-batteuse, camion). Il y avait aussi un poulailler, une porcherie et un petit troupeau de vaches, à usage didactique. Cet enseignement n'existe plus actuellement. Une partie des bâtiments est occupée par la population locale qui y habite.
Cette agglomération en développement est électrifiée par la société nationale d'électricité SNEL, et par une mini centrale hydroélectrique aux chutes de la Luasi fournissant au moins 50 kVA.
Cette agglomération contient également un hôpital général de référence qui offre des soins, dans tous les domaines sanitaires, à la population du secteur de Gombe-Matadi. La cité est aussi marquée par l'activité commerciale y exercée.

## Spécificités
La photographe congolaise Gosette Lubondo a consacré une série photographique, Imaginary Trip II à une ancienne école de Gombe-Matadi, fondée en 1936 puis tombée en désuétude. Ce « voyage imaginaire », n’a pas pour but principal de servir la mémoire de ces lieux, mais de donner un nouvel éclairage sur l’histoire de ce lieu, et à s’interroger sur sa signification. C’est par ses parents qu’elle a pris connaissance de cette école abandonnée, qui représente pour la génération dont ces derniers sont issus, une période importante de leur évolution,,. Cette série a été acquise par le Musée du Quai Branly - Jacques-Chirac.